# Schlacht von Aquae Sextiae
Noreia – Agen – Arausio – Aquae Sextiae – Vercellae
Die Schlacht von Aquae Sextiae war eine Doppelschlacht zwischen den Truppen der römischen Republik und den Teutonen im Jahr 102 v. Chr., in der der Heerzug der Teutonen vernichtet wurde. Sie fand in der Gegend von Aquae Sextiae (dem heutigen Aix-en-Provence) in Südfrankreich statt.

## Vorgeschichte
105 v. Chr. hatten die Römer in der Schlacht bei Arausio eine bittere Niederlage gegen die Kimbern und Teutonen erlitten. Berichte über die Niederlage verbreiteten unter den Römern großen Schrecken. Die Teutonen zogen anschließend plündernd durch die keltischen Gebiete der Pyrenäen und Galliens, bis sie sich drei Jahre später erneut dem Römischen Reich zuwandten. Unterwegs hatte sich das Teilheer der Kimbern von den Teutonen getrennt und rückte über den Brennerpass nach Norditalien vor, während die Teutonen erneut in die römische Provinz Gallia ulterior eindrangen, um sich von dort den Weg nach Italien zu bahnen.
Die Römer hatten sich inzwischen vorbereitet. Der Schock der Niederlage von Arausio hatte mittelbar zur Folge, dass der Feldherr Gaius Marius, der sich zuvor im Jugurthinischen Krieg in Numidien bewährt hatte, 104 v. Chr. zum Konsul für den Krieg gegen Kimbern und Teutonen gewählt wurde. Marius hatte die Marianische Heeresreform vorangetrieben, die die Kampfkraft der römischen Streitkräfte stark erhöhte. Zur Abwehr der Teutonen hatte er sechs Legionen zusammengezogen. Er erwartete die Teutonen in einem gut ausgebauten und verproviantierten Lager am Einfluss der Isère in die Rhone. Dort trafen sich die beiden damals gangbaren Heerstraßen nach Italien – nämlich die über den kleinen St. Bernhard und die entlang der Mittelmeerküste. Er blockierte ihnen insofern den Weg nach Italien.
Die Teutonen hatten im Sommer 102 v. Chr. die Rhone überquert und rückten entlang des linken Ufers stromabwärts vor und stießen schließlich auf das Heerlager der Römer. Drei Tage lang stürmten die Teutonen immer wieder gegen die Verschanzungen der Römer an, scheiterten aber an der Überlegenheit der Römer im Festungskrieg. Nach einigen Verlusten entschlossen sich die Teutonen, am Lager vorbei geradewegs Richtung Mittelmeer nach Italien weiter zu ziehen. Es nahm sechs Tage in Anspruch, bis das Heer der Teutonen am Lager der Römer vorbeigezogen war, was weniger für die in römischen Annalen berichtete ungeheure Zahl der Teutonen spricht, als vielmehr für die Schwerfälligkeit ihres Trosses. Die Teutonen führten in ihrem Heer neben bewaffneten Kriegern auch ihre gesamten Familien mit Frauen, Kindern und Alten, sowie all ihre Habe auf Wagen mit und kamen daher nur langsam vorwärts.
Gaius Marius wahrte die gebotene Vorsicht vor den wilden und kampferfahrenen Teutonen und unterließ es, seine gut disziplinierten, aber unerfahrenen Truppen Ausfälle gegen die vorbeiziehenden Teutonen wagen zu lassen. Als sie vorübergezogen waren, ließ er das Lager abbrechen und den Teutonen in streng geordneter Marschformation folgen, jede Nacht sich sorgfältig verschanzend. So stießen die Teutonen rhoneabwärts in die Gegend von Aquae Sextiae (dem heutigen Aix-en-Provence in Südfrankreich), der damaligen römischen Provinzhauptstadt, vor.

## Die Doppelschlacht von Aquae Sextiae
Beim Wasserschöpfen trafen die leichten ligurischen Hilfstruppen der Römer auf die hauptsächlich aus Ambronen bestehende Nachhut der Teutonen. Das Gefecht weitete sich bald zu einer Schlacht aus, in der die Römer nach heftigem Kampf die Oberhand gewannen. Sie verfolgten die zurückweichenden Teutonen, bis diese sich in ihrer Wagenburg verschanzten.
Dieser Erfolg ermutigte Gaius Marius sich den Teutonen bald zur entscheidenden Schlacht zu stellen. Am Morgen des dritten Tages ließ er die Legionen sich vor seinem auf einem Hügel gelegenen befestigten Nachtlager zu einer offenen Feldschlacht formieren. Die längst ungeduldigen Teutonen stürmten sogleich den Hügel hinauf und eröffneten die Schlacht. Bis zum Mittag wurde heftig gekämpft und nur die ungewohnte provencalische Hitze schien den Teutonen zu schaffen zu machen. Als ihre Reihen schließlich zu wanken begannen, brachte wohl ein Haufen römischer Tross-Knechte die Entscheidung, der mit gewaltigen Geschrei aus dem Wald im Rücken der Teutonen hervorstürmte und diese in Panik versetzte. Die Formation der Teutonen brach völlig auseinander, viele von ihnen wurden getötet oder gefangen genommen und versklavt. Unter den Gefangenen war auch der Heerführer der Teutonen, Teutobod. Unter den Toten waren auch viele Frauen, die, um dem Schicksal der Sklaverei zu entgehen, teils nach verzweifelter Gegenwehr auf ihren Wagen niedergemacht wurden, teils in Gefangenschaft mit ihren Kindern Selbstmord begingen.
Die antiken Zahlenangaben über die Verluste der Teutonen reichen von 100.000 bis 300.000 Getöteten oder Gefangenen und gelten heute als übertrieben. Nach neueren Schätzungen verfügten die Teutonen nur über höchstens 30.000 Kämpfer, von denen am ersten Gefecht wohl ca. 10.000, beim Zweiten wohl ca. 20.000 teilnahmen. Mit Frauen, Kindern und Greisen waren es insgesamt höchstens 150.000. Das Heer der Römer umfasste wohl etwa 32.000 Mann.

## Folgen
Mit der Niederlage hörten die Teutonen als eigenständige Volksgruppe auf zu existieren. Zwar gelang einigen die Flucht vom Schlachtfeld, sie waren aber weit zerstreut in feindlichem Territorium und stellten keine Gefahr mehr für die Römer dar. 
Im folgenden Jahr besiegte Gaius Marius auch das Heer der Kimbern in der Schlacht von Vercellae in Norditalien.